# Nadège Cissé
Pour les articles homonymes, voir Cissé.
Nadège Cissé est une footballeuse internationale ivoirienne, née le 4 avril 1997 à Ouaragahio. Elle évolue au poste d'attaquant.

## Biographie
Elle participe avec la sélection ivoirienne à la Coupe du monde 2015 organisée au Canada. Lors du mondial, elle joue un match contre la Norvège, avec pour résultat une défaite (1-3) à Moncton.
Elle rejoint le FK Dinamo Minsk en janvier 2021, remportant la Supercoupe de Biélorussie en 2021 puis en 2022.
Le 10 janvier 2023, elle s'engage avec le club de l'Association sportive de Saint-Étienne, qui évolue en deuxième division.